# Georges de la Chapelle
Pour les articles homonymes, voir La Chapelle.
Le Comte Luc Henri Hervé Guy Gardye de la Chapelle dit Georges de la Chapelle, Guy de la Chapelle ou Luc Gardye de la Chapelle est un joueur de tennis né le 16 juillet 1868 à Farges-Allichamps au château de La Brosse et décédé le 27 août 1923 à Ennordres au château de La Faye.

## Biographie
Il a vécu dans le 16e arrondissement de Paris où il s'est marié en 1902. Mondain, très sportif et propriétaire terrien aisé. Médaillé de bronze en double aux Jeux olympiques d'été de 1900 à Paris,,,,,,.

## Palmarès

### En double
- 1900 : médaille de bronze en double aux Jeux olympiques de Paris.

 La petite finale n'est pas disputée, les deux équipes perdantes en demi-finale se partagent la médaille de bronze.
|   | Date       | Nom et lieu du tournoi | Surface | Partenaire    | Adversaires                 | Score   |
| 1 | 06/07/1900 | Jeux olympiques, Paris | Terre   | André Prévost | Arthur Norris Harold Mahony | Partage |

### Autres
En 1901, il connaît trois défaites au premier tour en simple : Paris International Championships ; Hambourg ; German International Championships.